# Aldo Berardi
Mons. Aldo Berardi, O.SS.T. (* 30. září 1963, Longeville-lès-Metz) je francouzský římskokatolický duchovní, řeholník, biskup a apoštolský vikář Severní Arábie.

## Život
Narodil se 30. září 1963 v Longeville-lès-Metz.
Roku 1979 vstoupil do Foyer-Séminaire v Montigny-lès-Metz a začal studovat na střední škole v Metech. Od roku 1982 studoval ve vyšším semináři ve Villers-lès-Nancy. V letech 1984-1986 pobýval na Madagaskaru, kde se stal učitelem francouzštiny a knihovníkem.
Dne 8. října 1986 vstoupil do noviciátu Řádu trinitářů v Cerfoid. Dne 4. října 1987 složil své časné sliby. Od roku 1987 studoval teologii na vyšším semináři v Montréalu. Dne 17. prosince 1990 složil své věčné sliby.
Dne 20. července 1991 byl biskupem Jean-Samuelem Raobelinou vysvěcen na kněze.
Studoval také na Papežské akademii Alfonsiana, kde získal licenciát z morální teologie.
Od roku 1992 byl ředitelem duchovního centra v Cerfoid. Tuto funkci zastával do roku 1998. Byl také farním vikářem, školním kaplanem, asistent Skautů a Katolické akce.
Roku 2000 byl jmenován ředitelem Centra svaté Bakhity v Káhiře, která pomáhá Súdánským uprchlíkům.
Roku 2007 začal sloužit ve farnosti Nejsvětějšího Srdce v bahrajnské Manámě. V letech 2009-2012 byl provinčním radou Trinitářů.
Roku 2011 vstoupil do kléru apoštolského vikariátu Severní Arábie a roku 2019 byl ustanoven generálním vikářem Trinitářů.
Dne 28. ledna 2023 jej papež František jmenoval apoštolským vikářem Severní Arábie. Biskupské svěcení přijal 18. března 2023 z rukou kardinála Miguela Ángel Ayuso Guixot a spolusvětiteli byli arcibiskup Eugene Martin Nugent a biskup Paul Hinder.